# Nuccio Ordine
Nuccio Ordine (n. 18 iulie 1958, Diamante, Calabria, Italia – d. 10 iunie 2023, Cosenza, Calabria, Italia) a fost un profesor și filosof italian și unul dintre experții mondiali de top în domeniul Renașterii și pentru filosoful Giordano Bruno.

## Biografie și carieră
S-a născut în 1958 în Diamante, provincia Cosenza, regiunea Calabria. Este profesor de teorie a literaturii la Universitatea din Calabria.  Fellow  al Harvard University Center pentru Studii ale Renașterii Italiene și al Alexander von Humboldt Stiftung, Ordine a predat la universități americane (Yale, New York University) și europene (EHESS,  Ecole Normale Supérieure Paris, Paris-IV  Sorbonne,  Paris-III  Sorbonne-Nouvelle,  CESR  of  Tours,  Institut Universitaire de France, Paris-VIII, Warburg Institute, Eichstätt University). Este unul dintre cei mai mari experți contemporani ai lui Giordano Bruno și ai Renașterii. Cǎrțile sale au fost traduse în multe limbi, inclusiv în chineză, japoneză și rusă. Este de asemenea editor general al noii ediții a operei lui Giordano Bruno, alături de Yves Hersant și Alain Segonds și a trei colecții de clasici la Editura Les Belles Lettres (Operele complete ale lui Giordano Bruno, ediție bilingvă, cu text critic și traducere în franceză, serie îngrijită de Nuccio Ordine și Yves Hersant și publicată sub patronajul Institutului Italian pentru Studii Filosofice și al Centrului Internațional de Studii Bruniene).  În  Italia  este  editor general al seriei “Sileni” din cadrul editurii Liguori, „Clasici ai gândirii europene” la Editura Nino Aragno și „Clasici ai literaturii europene” la editura Bompiani. Nuccio Ordine scrie de asemenea pentru „Corriere della Sera".

## Onoruri
- Comandant al Ordinului de merit al Republicii italiene, 2010
- Cavaler al Ordinului Palmelor Academice, 2009
- Membru Onorific al Institutului de Filosofie al Academiei de Științe, 2010
- Titlul de Doctor Honoris Causa al Universității Federale din Rio Grande de Sul, Brazilia, 2011
- Titlul de Cavaler al Legiunii de onoare, École normale supérieure, decembrie, 2012

## Cărți publicate
- Nuvela italiană din perioada barocului. Ediție bilingvǎ (Nuccio Ordine, Smaranda Bratu Elian) (editura Humanitas, 2010)
- Pragul umbrei (Orig. "La soglia dell'ombra") (2003), publicatǎ de editura Marsilio; (2004) a doua ediție revizuită; (2009) a treia ediție; traduceri: în franceză (Les Belles Lettres, 2003), în spaniolă (Siruela, 2008), în portugheză (Perspectiva, 2006), în românǎ (Institutul Cultural Român, 2005), în rusă (Saint Petersburg University Press, 2008), în germanǎ (Königshaus & Neumann, 2009)
- Cabala măgarului (Orig.La cabala dell'asino) (1987), publicatǎ de editura Liguori, Italia;  (2005) a doua ediție revizuitǎ; traduceri: în francezǎ (Les Belles Lettres, 1993, 2005); în englezǎ (Yale University Press, 1996); în germană (Wilhelm Fink, 1999); în chineză (Oriental Press, 2005); în românǎ (Humanitas, 2004, ISBN 973-50-0696-0; ISBN 973-50-0696-0); în japonezǎ (Toshindo, 2002); în portugheză (Educs, 2008)
- Contro il vangelo armato. Giordano Bruno, Ronsard și religia (2007), publicatǎ de editura Cortina, Italia; (2009) a doua ediție revizuită; traduceri: în franceză (Albin Michel, 2004)
- Teoria della novella e teoria del riso nel '500 (1996), pubicată de editura Liguori, Italia; (2009) a doua ediție revizuită; traduceri: în franceză (Vrin/Nino Aragno, 2002)
- Le rendez-vous des savoirs) (1999), publicată de editura Kliencksieck, Franța; (2009) Les Belles Lettres, Paris.

## Premii
- Rombiolo; 2007
- Filosofia Siracusa; 2007
- Anassilaos; 2006 pentru societatea Megale Hellas
- Orient Express; 2003
- Cesare de Lollis; 2003
- Le Città della Magna Grecia; 1987